# كريستينا فون إيري
كريستينا ماريا كاردوني معروفة بإسمها الحلبي كريستينا فون إيري (بالإنجليزية: Christina Von Eerie)‏ (مواليد 28 أغسطس 1989 في ساكرمينتو، الولايات المتحدة) هي مصارعة أمريكية محترفة.

## روابط خارجية
- كريستينا فون إيري على موقع CageMatch worker (الإنجليزية)
- كريستينا فون إيري على موقع قاعدة بيانات المصارعة على الإنترنت (الإنجليزية)
- كريستينا فون إيري على موقع عالم المصارعة على الإنترنت (الإنجليزية)